# Трпань
43°00′ пн. ш. 17°16′ сх. д. / 43.00° пн. ш. 17.27° сх. д.
Трпань (хорв. Trpanj) – громада і населений пункт в Дубровницько-Неретванській жупанії Хорватії.

## Населення
Населення громади за даними перепису 2011 року становило 721 осіб. Населення самого поселення становило 598 осіб.
Динаміка чисельності населення громади:
Динаміка чисельності населення центру громади:

## Населені пункти
Крім поселення Трпань, до громади також входять:
- Доня Вручиця
- Дуба Пелєська
- Горня Вручиця